# Société Mathématique de France

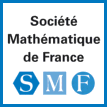
Logo da SMF

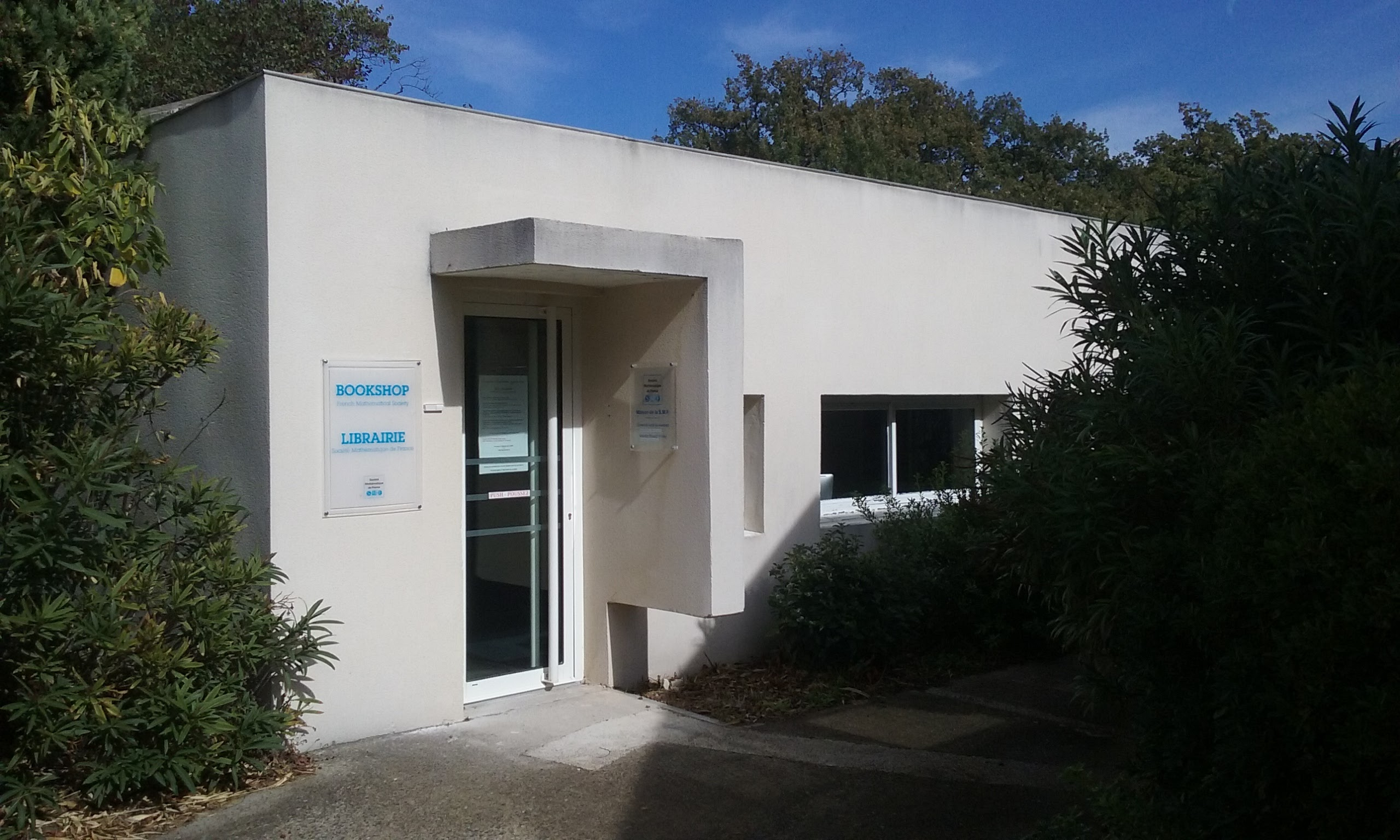
Maison da SMF em Luminy, Marseille, França.

A Société Mathématique de France (SMF) é a principal sociedade profissional de matemáticos franceses.
A sociedade foi fundada em 1872 por Émile Lemoine e é uma das sociedades matemáticas mais antigas que existem. Publica várias revistas acadêmicas: Annales Scientifiques de l'École Normale Supérieure, Astérisque, Bulletin de la Société Mathématique de France, Gazette des mathématiciens, Mémoires de la Société Mathématique de France, Panoramas et Synthèses e Revue d'histoire des mathématiques.

## Presidentes
- 1873: Michel Chasles[2]
- 1874: Laffon de Ladebat
- 1875: Irénée-Jules Bienaymé
- 1876: Jules de La Gournerie
- 1877: Amédée Mannheim
- 1878: Jean Gaston Darboux
- 1879: Pierre Ossian Bonnet
- 1880: Camille Jordan
- 1881: Edmond Laguerre
- 1882: Georges Henri Halphen
- 1883: Eugène Rouché
- 1884: Charles Émile Picard
- 1885: Paul Émile Appell
- 1886: Henri Poincaré
- 1887: Georges Fouret
- 1888: Charles-Ange Laisant
- 1889: Désiré André
- 1890: Julien Haton de La Goupillière
- 1891: Édouard Collignon
- 1892: Eugène Vicaire
- 1893: Marie Georges Humbert
- 1894: Henry Picquet
- 1895: Édouard Goursat
- 1896: Gabriel Koenigs
- 1897: Charles Émile Picard
- 1898: Léon Lecornu
- 1899: Emile Guyou
- 1900: Henri Poincaré
- 1901: Maurice d’Ocagne
- 1902: Louis Raffy
- 1903: Paul Painlevé
- 1904: Emmanuel Carvallo
- 1905: Émile Borel
- 1906: Jacques Hadamard
- 1907: Emile Blutel
- 1908: Raoul Perrin
- 1909: Charles Bioche
- 1910: Raoul Bricard
- 1911: Lucien Lévy
- 1912: Marie Henri Andoyer
- 1913: François Cosserat
- 1914: Ernest Vessiot
- 1915: Élie Cartan
- 1916: Maurice Fouché
- 1917: Claude Guichard
- 1918: Edmond Maillet
- 1919: Henri Lebesgue
- 1920: Jules Drach
- 1921: Auguste Boulanger
- 1922: Eugène Cahen
- 1923: Paul Émile Appell
- 1924: Paul Pierre Lévy
- 1925: Paul Montel
- 1926: Pierre Fatou
- 1927: Bertrand de Defontviolant
- 1928: Alexandre Thybaut
- 1929: André Auric
- 1930: Émile Jouguet
- 1931: Arnaud Denjoy
- 1932: Gaston Julia
- 1933: Alfred-Marie Liénard
- 1934: Jean Chazy
- 1935: Maurice Fréchet
- 1936: René Garnier
- 1937: Joseph Pérès
- 1938: Georges Valiron
- 1939: Henri Vergne
- 1940: ?
- 1941: Théophile Got
- 1942: Charles Platrier
- 1943: Bertrand Gambier
- 1944: Jacques Chapelon
- 1945: Georges Darmois
- 1946: Jean Favard
- 1947: Albert Châtelet
- 1948: Maurice Janet
- 1949: Roger Brard
- 1950: Henri Cartan
- 1951: André Lamothe
- 1952: Marie-Louise Dubreil-Jacotin
- 1953: Szolem Mandelbrojt
- 1954: Jean Leray
- 1955: André Marchaud
- 1956: Maurice Roy
- 1957: André Marchaud
- 1958: Paul Dubreil
- 1959: André Lichnerowicz
- 1960: Marcel Brelot
- 1961: Gustave Choquet
- 1962: Laurent Schwartz
- 1963: Pierre Lelong
- 1964: Jean Dieudonné
- 1965: Charles Ehresmann
- 1966: André Revuz
- 1967: Georges Reeb
- 1968: René Thom
- 1969: Charles Pisot
- 1970: Jean-Pierre Serre
- 1971: Jean Cerf
- 1972–1973: Jean-Pierre Kahane
- 1974: Georges Poitou
- 1975: Yvette Amice
- 1976: Claude Godbillon
- 1977: Jacques Neveu
- 1978: Jean-Louis Koszul
- 1979–1980: Marcel Berger
- 1981: Michel Hervé
- 1982–1983: Christian Houzel
- 1984: Jean-Louis Verdier
- 1985: Bernard Malgrange
- 1986–1987: Jean-François Méla
- 1988: Michel Demazure
- 1989: Gérard Schiffmann
- 1990–1992: Jean-Pierre Bourguignon
- 1992–1994: Daniel Barlet
- 1994–1996: Rémy Langevin
- 1996–1998: Jean-Jacques Risler
- 1998–2001: Mireille Martin-Deschamps
- 2001–2004: Michel Waldschmidt
- 2004–2007: Marie-Françoise Roy
- 2007–2010: Stéphane Jaffard
- 2010–2012: Bernard Helffer
- 2012–2013: Aline Bonami
- 2013–2016: Marc Peigné
- 2016–2019: Stéphane Seuret
- 2020– : Fabien Durand